# Grupo Aeroportuario del Sureste
Grupo Aeroportuario del Sureste, SAB de CV (groupe aéroportuaire du sud-est) connu sous le nom d'ASUR, est un exploitant d'aéroport mexicain basé à Mexico, au Mexique. Il exploite 9 aéroports dans les États du sud-est du Mexique, dont celui de Cancún. Il s'agit de la troisième plus grande société de services aéroportuaires pour le trafic de passagers au Mexique. Il dessert environ 23 millions de passagers par an.
ASUR est coté à la bourse mexicaine et au NYSE. Il fait partie de l'IPC, principal indice de référence de la bourse mexicaine.

## Histoire
ASUR a été créée en 1996 lorsque le gouvernement mexicain a lancé la privatisation du réseau d'aéroports du pays. En 2000, ASUR a lancé son introduction en bourse sur le NYSE (par l’intermédiaire des ADR) et sur la bourse mexicaine, représentant 74,9% du capital. En 2004, Fernando Chico Pardo devient le principal actionnaire de la société. En 2005, le gouvernement a privatisé les 11,1% d’actions restantes qu’il détenait dans ASUR, ce qui a permis à la société d’être détenue à 100% par des intérêts privés.
En 2008, ASUR a atteint 17,8 millions de passagers annuels. En 2012, 19,3 millions de passagers ont transité par les aéroports d'ASUR. En 2013, 21 millions de passagers ont été enregistrés dans les aéroports d'ASUR.
En novembre 2011, ASUR a accepté de vendre 49% de ses actions d'Inversiones y Tecnicas Aeroportuarias (ITA) à la société de transport ADO.
En juillet 2012, dans le cadre d'une coentreprise à parts égales avec Highstar Capital, ASUR a été retenue pour l'exploitation de l'aéroport international Luis Muñoz Marín (San Juan, Porto Rico) pour une durée de 40 ans,.
En décembre 2015, ASUR a signé un accord avec SunPower portant sur l’achat de 36 mégawatts d’énergie solaire pour alimenter son réseau d’aéroports et se conformer à son objectif de réduction des émissions de carbone,.
En mars 2016, dans le contexte de la crise financière de son concurrent national OMA ( Grupo Aeroportuario Centro Norte ), ASUR a envisagé d'acquérir l'opérateur de d'aéroports.

## Aéroports opérationnels

### Aéroports au Mexique
| Aéroport                                           | Ville        | Etat         | OACI | IATA |
| -------------------------------------------------- | ------------ | ------------ | ---- | ---- |
| Aéroport international de Cancún                   | Cancún       | Quintana Roo | MMUN | CUN  |
| Aéroport international de Cozumel                  | Cozumel      | Quintana Roo | MMCZ | CZM  |
| Aéroport international Bahías de Huatulco          | Huatulco     | Oaxaca       | MMBT | HUX  |
| Aéroport international de Mérida                   | Mérida       | Yucatán      | MMMD | MID  |
| Aéroport international de Minatitlán-Coatzacoalcos | Minatitlán   | Veracruz     | MMMT | MTT  |
| Aéroport international de Oaxaca                   | Oaxaca       | Oaxaca       | MMOX | OAX  |
| Aéroport international Tapachula                   | Tapachula    | Chiapas      | MMTP | TAP  |
| Veracruz International Airport                     | Veracruz     | Veracruz     | MMVR | VER  |
| Aéroport international de Villahermosa             | Villahermosa | Tabasco      | MMVA | VSA  |

## Nombre de passagers

### Aéroports au Mexique
Nombre de passagers dans chaque aéroport d'ici 2018:  
| Rang  | Aéroport                                             | Ville        | Etat         | Les passagers |
| ----- | ---------------------------------------------------- | ------------ | ------------ | ------------- |
| 1     | Aéroport international de Cancún                     | Cancún       | Quintana Roo | 25 202 016    |
| 2     | Aéroport international de Mérida                     | Mérida       | Yucatán      | 2 451 616     |
| 3     | Veracruz International Airport                       | Veracruz     | Veracruz     | 1 488 569     |
| 4     | Aéroport international de Villahermosa               | Villahermosa | Tabasco      | 1 227 648     |
| 5     | Aéroport international de Oaxaca                     | Oaxaca       | Oaxaca       | 951 037       |
| 6     | Aéroport international Bahías de Huatulco            | Huatulco     | Oaxaca       | 819 305       |
| 7     | Aéroport international de Cozumel                    | Cozumel      | Quintana Roo | 579 719       |
| 8     | Aéroport international Tapachula                     | Tapachula    | Chiapas      | 330 619       |
| 9     | Aéroport international de Minatitlán / Coatzacoalcos | Minatitlán   | Veracruz     | 196 786       |
| Total |                                                      |              |              | 33 247 315    |

### Aéroports hors du Mexique
Nombre de passagers dans chaque aéroport d'ici 2018:  
| Aéroport                                  | Ville    | Pays       | Les passagers |
| ----------------------------------------- | -------- | ---------- | ------------- |
| Aéroport international Luis Muñoz Marín   | San Juan | Porto Rico | 8.373.679     |
| Aéroport international José María Córdova | Rionegro | Colombie   | 8 004 887     |
| Aéroport Olaya Herrera                    | Medellín | Colombie   | 1 055 694     |
| Aéroport Los Garzones                     | Montería | Colombie   | 936 161       |
| Aéroport El Caraño                        | Quibdó   | Colombie   | 357,169       |
| Aéroport Antonio Roldán Betancourt        | Carepa   | Colombie   | 200 910       |
| Aéroport Las Brujas                       | Corozal  | Colombie   | 92 702        |

## Voir également
- Liste des aéroports les plus fréquentés du Mexique